# Alois Paroubek
Alois Paroubek (...) è un astronomo cecoslovacco.
Il Minor Planet Center gli accredita la scoperta dell'asteroide 1989 Tatry effettuata il 20 marzo 1955 in collaborazione con Regina Podstanická.